# Legacy of Kain: Defiance
Legacy of Kain: Defiance es un juego de acción-aventura desarrollado por Crystal Dynamics y Nixxes Software BV, y publicado por Eidos. Es el quinto y último juego de la saga Legacy of Kain. Fue lanzado en Norteamérica en noviembre del 2003 y en Europa en febrero de 2004. 
Defiance continúa las aventuras de Kain, el Señor de los Vampiros y Raziel, su lugarteniente devenido en espectro. Luego de que Raziel fuera asesinado por Kain (y ser revivido por un Dios Antiguo), Kain viaja al pasado de Nosgoth a través de la Cámara de Moebius. Raziel sigue su rastro y también viaja hacia el pasado, descubriendo los acontecimientos que llevaron a Nosgoth hacia su corrupción. En este punto, Raziel adquiere su libre albedrío al no querer asesinar a Kain tal como estaba profetizado. Posteriormente se revela que Moebius, el tejedor del tiempo, manipuló a Kain para comenzar un genocidio contra los vampiros con la intención de que él fuera el último en pie. Al manipular a Raziel (que ahora posee el libre albedrío y, por tanto, sus decisiones no pueden ser previstas por Moebius), Kain espera encontrar la forma de deshacer las consecuencias de sus acciones y restaurar a Nosgoth a su antigua gloria.

## Argumento
Defiance continúa exactamente después de los acontecimientos ocurridos en Soul Reaver 2. En él, Kain le salvó la vida a Raziel sacándolo de la Segadora de Almas y evitando que quede atrapado para siempre dentro de ella. Esto causa una paradoja en el tiempo que cambia la historia de Nosgoth para peor, dejando a Kain y Raziel separados.

### Partida de Kain
Comienza con la búsqueda de Moebius a fin de obtener respuestas sobre el paradero de Raziel, cómo ha cambiado el tiempo y, posteriormente, seguir una pista que Moebius le da para explorar la Ciudadela de los Vampiros. Durante su búsqueda, Kain encuentra un talismán roto (conocido como el Emblema del Equilibrio) y descubre unos murales en los cuales se revela una antigua guerra entre las primeras razas que habitaron Nosgoth: los Antiguos y los Hylden. En esta guerra, los Hylden fueron atrapados en una dimensión alterna con la ayuda de los Pilares de Nosgoth y éstos maldijeron a los Antiguos con la sed de sangre, la esterilidad y la inmortalidad, convirtiéndose así en los primeros Vampiros. Kain descubre también en los murales que se había profetizado algo: de ambas razas surgiría un campeón de los Hylden (blandiendo una espada de llamas) y un campeón de los Vampiros (blandiendo la Segadora). Esto hace creer a Kain que quizá ese campeón sea él mismo, aunque la pelea entre estos campeones se encontraba inconclusa. 

### Partida de Raziel
Comienza quinientos años después, durante los eventos de Blood Omen. Retenido por el Dios Antiguo, Raziel logra escapar de su amo y viajar a Nosgoth con la esperanza de encontrar una manera de evitar quedar encerrado dentro de la Segadora de Almas. En el camino se encuentra con Vorador (el creador de la Segadora) quien le informa que las respuestas que está buscando las tiene nada menos que Janos Audron, quien previamente fue asesinado, por lo cual Raziel debe viajar hasta la Catedral del Averno para encontrar el corazón de Janos y revivirlo. Al igual que Kain, también encuentra el mural de los Hylden y los Antiguos; en él observa que los Antiguos se suicidaban ante el horror de descubrir que se habían vuelto inmortales; más adelante Raziel descubre que estos suicidios se debían a que los Antiguos veneraban al Dios Antiguo, puesto que él había decretado que todas las almas debían girar en un ciclo de vida y muerte conocido como la Rueda del Destino, y como los Antiguos ahora eran inmortales, ese decreto ya no era posible cumplirlo, por lo que los Antiguos terminaron convirtiéndose en la ruina de lo que alguna vez veneraron. Finalmente, Raziel se entera también de los campeones profetizados, y descubre que el campeón de Hylden (y su espada de fuego) se asemeja mucho a él y a su Segadora.

### El encuentro entre Kain y Raziel
Mientras Raziel ingresa a la Catedral del Averno para buscar el corazón de Janos, Kain (en el pasado) explora las cámaras más profundas de la Ciudadela de los Vampiros cuando es interceptado por el Dios Antiguo, quien le cuenta lo que planea Raziel. Sabiendo lo que causaría la resurrección de Janos (por lo sucedido en Blood Omen 2), Kain acepta la ayuda del Dios Antiguo y es enviado a la época de Raziel. Mientras tanto en la Catedral del Averno, después de derrotar a Turel (el último de sus hermanos), Raziel encuentra a Mortanius el Nigromante, quien admite haber ayudado a Moebius a liderar la cruzada original contra los Vampiros y que además utilizó el corazón de Janos para revivir a Kain como un Vampiro con la intención de expiar sus errores. Al regresar a la capilla de la catedral, Raziel se encuentra con Kain, y este último intenta convencerlo de que no reviva a Janos. Raziel no le hace caso y se niega a escucharlo, momento en el que ambos luchan con fiereza hasta que Raziel derrota a Kain, arrancandole de su pecho el corazón (quien originalmente es el de Janos). En su agonía, Kain es absorbido por un portal y desaparece. Raziel regresa a la Mansión de Vorador y revive a Janos, quien lo lleva a la Ciudadela de los Vampiros.

### El sacrificio de Ariel
Raziel descubre una cámara lateral, el lugar donde Kain se había encontrado con el Dios Antiguo, y encuentra una fragua especialmente hecha para dotar a la Segadora de Almas su máximo poder. Sin embargo, al momento de consumar el acto, los tentáculos del Dios Antiguo emergen de la nada e intentan enterrar la fragua. Tras una dura pelea con su amo, hace que la Segadora de Almas absorba el alma de Ariel, purificándola en espíritu. Ariel le dice a Raziel que esta Segadora purificada está destinada a ser usada por el Vástago del Equilibrio.

### La muerte de Moebius
En este punto, continúan los acontecimientos de Blood Omen (el Kain del pasado se rehúsa al sacrificio para restaurar los Pilares de Nosgoth, debilitando así el sello de los Antiguos como para que Lord Hylden posea a Janos). El Janos poseído ataca a Raziel en su forma física, devolviéndolo al Reino Espectral y siendo capturado nuevamente por el Dios Antiguo. Entretanto, Kain despierta de su agonía y descubre que está atrapado en el Reino de los Demonios de Hylden. Tras unas cuantas luchas, regresa a Nosgoth y se dirige hacia la Ciudadela de los Vampiros. Allí se encuentra con Moebius, quien lo descubre en complot con el Dios Antiguo. Kain mata a Moebius, provocando que su alma vuelva al Reino Espectral y encontrándose con Raziel; sin embargo, este lo empala con la Segadora espectral, liberándolo de la Rueda del Destino y revelando la verdadera forma del Dios Antiguo antes de acabar con él. Sin desanimarse, el Dios Antiguo le informa que Moebius ya no tenía ninguna utilidad para él, y que sus intenciones son las de atrapar a Kain y Raziel dentro de la ciudadela todo el tiempo que sea necesario para evitar que sigan interfiriendo con sus planes.

### Libre albedrío
Raziel considera todo lo que aprendió hasta ahora y se da cuenta de que todas estas guerras fueron por culpa del Dios Antiguo, quien ha sido causante de todas las dificultades que el mundo ha tenido que enfrentar por mantener en funcionamiento la Rueda del Destino. Al darse cuenta de lo que debe hacer, Raziel usa el cadáver de Moebius para volver al Reino Material y engañar a Kain para que este lo apuñale con la Segadora de Almas material. Kain contempla horrorizado que se trata de Raziel e intenta sacar la espada, pero este lo retiene y (reafirmando su libre albedrío) traspasa su Segadora purificada a Kain para sanar la corrupción causada por la locura de Nupraptor, así como también la herida en su pecho por el corazón perdido de Janos. Al realizar estas acciones, Kain es capaz de ver al Dios Antiguo, pero al mismo tiempo Raziel se sacrifica convirtiéndose en uno con la Segadora de Almas original. 

### Última lucha
Luego de tanto tiempo, Segadora y Segador vuelven a ser uno y esto le permite a Kain tener el poder suficiente para derrotar al Dios Antiguo. Tras una dura pelea, el Dios Antiguo es finalmente derrotado, amenazando con que volverá, pero Kain lo ignora y se retira. El juego finaliza con Kain mirando hacia los Pilares de Nosgoth, donde su yo del pasado acabó de corromperlos, pero esta vez agradece a Raziel en silencio por darle esperanzas para el futuro.

## Reparto
- Raziel
- Kain
- Moebius
- Dios Antiguo
- Ariel
- Janos Audron
- Mortanius el Nigromante
- Vorador
- Lord Hylden
- Nupraptor

## Jugabilidad
Defiance es el único juego de la saga donde Raziel y Kain son jugables, ya que las dos entregas anteriores de Soul Reaver se centraban únicamente en Raziel. A diferencia de los juegos anteriores en los que Kain podía adquirir diferentes tipos de armas, en Defiance, la única arma disponible para Kain es la Segadora de Almas; Kain la posee en su forma física mientras que Raziel la posee en su forma espectral. 
Kain puede obtener cinco emblemas para usar con su Segadora (equilibrio, conflicto, dimensión, energía y tiempo) mientras que Raziel conserva todos sus emblemas conseguidos en las dos entregas anteriores. Al matar a los enemigos, tanto Raziel y Kain aprenden nuevas técnicas de combate, incluidos golpes en el aire y disparos de energía telequinética. Sin embargo, algunas técnicas son exclusivas de Kain o de Raziel.
Cuando un enemigo se debilita, Kain y Raziel pueden absorber su sangre y alma respectivamente para reponer su salud o matarlos con la Segadora de Almas, llenando gradualmente un medidor que permite desatar un hechizo de gran alcance para atacar a varios enemigos a la vez. Tanto Raziel como Kain pueden adquirir varias runas para aumentar su salud y permitirles usar sus poderes telequinéticos más frecuentemente.
En cuanto a los recursos de exploración, ambos poseen poderes similares (escalar muros, planear en el aire o cruzar determinadas puertas) y al mismo tiempo poseen características exclusivas: Kain puede saltar grandes huecos, transformarse en un enjambre de murciélagos y no puede nadar, mientras que Raziel sí puede nadar y además pasar al Reino Eespectral que le permite superar obstáculos. 
Con todas estas habilidades, ambos deben enfrentar una gran variedad de enemigos, que incluyen guerreros Sarafan, cazadores de vampiros, los Revenants y varios tipos de demonios.

## Desarrollo
Durante el desarrollo de Defiance la meta principal no solo era concluir la trama oficial de la saga sino que además le permitió a Crystal Dynamics reciclar algunos elementos que en su momento tuvieron que ser eliminados de Legacy of Kain: Soul Reaver por diferentes conflictos ocasionados con la desarrolladora de Blood Omen: Silicon Knights. 
Amy Hennig, la directora de la saga, declaró en su momento que las ideas originales para la primera entrega fueron finalmente subdivididas debido a que, además del conflicto con Silicon Knights, las limitaciones de aquella época impedían plasmar todo lo que habían planeado para el juego. Dichas ideas incluían una gran cantidad de criaturas, poderes, jefes, escenas y localizaciones que, al no poder ser utilizadas en la primera entrega fueron finalmente incorporados dentro de esta entrega. El ejemplo más claro de esto es la adición de varios hechizos nuevos y principalmente la batalla contra Turel, uno de los hermanos de Raziel, que originalmente estaba planeada para la primera entrega y quedó relegada a esta última. 
En cuanto al guion del juego, si bien se explica que el campeón de los Hylden es Raziel y el campeón de los Vampiros es Kain, Amy Hennig declaró que como Raziel ahora posee libre albedrío, él es ambos campeones y puede elegir a cualquiera de los dos. Es por este motivo que en el juego es referenciado varias veces como "redentor y destructor". Al permitir que Kain lo mate y darle los medios para derrotar al Dios Antiguo, Raziel triunfa y se autodestruye al mismo tiempo.

## Presentación
El primer avance oficial se reveló durante el E3 2003. La característica particular fue que ambas tramas (Blood Omen y Soul Reaver) se entrecruzan en esta última entrega. Esto conllevó a revelar que tanto Raziel como Kain serían jugables, cada uno con sus propias habilidades y hechizos. Su fecha de lanzamiento fue anunciada para el 11 de noviembre de 2003. Sin embargo, en otras regiones (como Europa) tuvo algunos retrasos hasta que finalmente salió a principios de 2004.

## Recepción
El juego obtuvo en su mayoría buenas críticas. La principal razón de su éxito fue haber concluido la trama principal y dar respuesta a muchos de los interrogantes que habían quedado pendientes; se elogió además a los personajes y los escenarios. Sin embargo, hubo también críticas con respecto a su jugabilidad repetitiva y controles de cámara incómodos.
IGN le dio al juego un 8 de 10, elogiando la trama del juego, el poder jugar con ambos protagonistas y el nuevo sistema de pelea que permite realizar varios combos y hechizos rápidamente. También se valoró las diferencias de modos de juego entre Kain y Raziel respecto al combate y los acertijos respectivamente. Como aspectos negativos señalaron: el pobre sistema de colisión, los incómodos controles de la cámara y los efectos gráficos del Reino Espectral que dificultaban el combate.
GameSpot le dio un 6.9 sobre 10 en su versión para PC y elogió la serie en un todo por el hecho de "incluir a dos protagonistas implicados y memorables". Sin embargo, se notó que los controles de la cámara eran confusos y el sistema de combate fue criticado por centrarse únicamente en la Segadora de Almas así como la falta de variedad en los enemigos (obligando a que se usen los mismos combos una y otra vez). También observaron que Raziel y Kain juegan de manera idéntica con controles y habilidades muy similares. La necesidad de Raziel de cambiar entre los planos Material y Espectral para completar su búsqueda fue criticada por estar demasiado trillada. Aun así alabó la historia ya que "agradaría a los fanáticos de la serie a pesar de su decepcionante jugabilidad".
TeamXbox le dio al juego una calificación de 8 de 10, y señaló las similitudes y diferencias en los controles para Raziel y Kain. Sin embargo, la necesidad de volver a imbuir a la Segadora con poderes elementales (que ya había tenido éxito en juegos anteriores) era trillada. La cámara fue nuevamente criticada por ser confusa y llevar a los jugadores a retroceder involuntariamente cuando la cámara cambiaba repentinamente. Se observó que los gráficos eran de alta calidad, pero no tan innovadores como los juegos anteriores de la serie.
GameSpy le dio al juego tres estrellas de cinco, elogiando enormemente su sistema de combate. A pesar de los elogios, las similitudes entre los controles para Raziel y Kain se citaron como el punto más débil del juego, ya que las habilidades que ellos poseían en las entregas anteriores se abandonaron para hacerlos jugar de forma casi idéntica. También se criticó la necesidad de retroceder sin la ayuda de un mapa u objetivos claros. En general, el sitio dijo que "el sistema de combate y los gráficos están bien hechos, pero la dependencia del juego en los acertijos y el retroceso fue un punto débil".